# Ministerstwo ds. Europejskich Czech
Ministerstwo ds. Europejskich Czech (cz. Ministerstvo pro evropské záležitosti České republiky) – ministerstwo powstałe 9 stycznia 2007 r. Zostało rozwiązane 13 lipca 2010 r.
W okresie swojego istnienia resort nie posiadał swojej siedziby; był ministerstwem bez teki. Regulacje prawne nie nakładają na rząd obowiązku funkcjonowania tego ministerstwa, jednak nie ma reguły, która uniemożliwiałaby istnienie ministra pełniącego tę funkcję.
Wydział Specjalny ds. Europejskich był siedzibą rządu w ramach sześciomiesięcznej prezydencji Czech w Unii Europejskiej w pierwszej połowie 2009. Jego zadaniem było przygotowanie państwa do prezydencji i kierowanie polityką Czech w tym czasie.
Obecnie rząd ustanowił organ doradczy - Komitet ds. Unii Europejskiej.

## Pozycja urzędu w rządzie Petra Nečasa
Gdy Petr Nečas został mianowany premierem, nie zaproponował ani nie wyznaczył żadnej osoby pełniącej funkcję ministra ds. europejskich. Od tego czasu ten urząd jest zarządzany przez członków rządu oraz odpowiada przed premierem i rządem. Jeżeli zostanie wyznaczony minister ds. europejskich, podlega sekretarzowi stanu.
Połączenie Ministerstwa Spraw Zagranicznych i Ministerstwa ds. Europejskich w jedno ministerstwo promowała partia TOP 09, która w późniejszym okresie zdobyła stanowisko ministra spraw zagranicznych. Premier Petr Nečas podjął decyzję o  ustanowieniu sekretarza stanu ds. Unii Europejskiej w biurze rządu, jednak do powstania nowego stanowiska nie doszło, gdyż przewodniczący TOP 09 i minister spraw zagranicznych, Karel Schwarzenberg nie wydali na to zgody. Schwarzenberg uzasadnił swoją decyzję tym, że lepszym rozwiązaniem będzie istnienie tylko Ministerstwa Spraw Zagranicznych, gdyż będzie zarządzane przez jedną osobę, rząd dokona oszczędności i uniknie rywalizacji pomiędzy dwoma urzędami, których kompetencje są powiązane. Później twierdził, że nie chce bez powodu przekazywać kompetencji swojego ministerstwa innym ministerstwom rządu. Według Petra Nečasa istnienie urzędu ds. polityki europejskiej, podporządkowanemu premierowi, wynikało z umowy koalicyjnej i oświadczeń w sprawie polityki rządu, które koalicja zawarła i zobowiązała się zmodyfikować odpowiednią ustawą. Argumentował, że instytucja rządowa ds. koordynacji z Unią Europejską jest niezbędna, gdyż będzie koordynowała negocjacje państwa z Unią Europejską (wiele z nich to negocjacje na tematy ekonomiczne).
Zgodnie z oświadczeniem rządu, Komitet ds. Unii Europejskiej będzie podlegał bezpośrednio premierowi, który będzie ściśle współpracować z Ministerstwem Spraw Zagranicznych. Kompetencje tego organu zostały określone w ustawie.

## Struktura urzędu
W skład Ministerstwa ds. Europejskich wchodziły następujące departamenty:
- Gabinet ministra ds. europejskich
- Departament ds. europejskich
- Departament koordynacji polityki europejskiej
- Departament koncepcyjny i instytucjonalny
- Departament informacji ds. europejskich

## Lista ministrów
| Lp. |  | Minister                      |  | Partia                           | Okres urzędowania                 | Rząd                       |
| --- |  | ----------------------------- |  | -------------------------------- | --------------------------------- | -------------------------- |
| 1.  |  | Alexandr Vondra (wicepremier) |  | ODS                              | 9 stycznia 2007 – 8 maja 2009     | Drugi rząd Mirka Topolánka |
| 2.  |  | Štefan Füle                   |  | bezpartyjny, wskazany przez ČSSD | 8 maja 2009 – 30 listopada 2009   | Rząd Jana Fischera         |
| 3.  |  | Juraj Chmiel                  |  | bezpartyjny, wskazany przez ODS  | 30 listopada 2009 - 13 lipca 2010 | Rząd Jana Fischera         |